# Accademia di Gundishapur
L'Accademia di Gundishapur o Gundēšābūr (in persiano: دانشگاه گنديشاپور, Dânešgâh Gondišâpur) fu una celebre istituzione accademica situata nella città persiana di Gundishapur (Beth Lâpât in siriaco), nel sud-ovest dell'attuale Iran (provincia del Khūzestān). Fu il centro intellettuale e scientifico dell'impero sassanide. L'Accademia comprendeva due facoltà d'insegnamento (Filosofia e Medicina), un ospedale (sul modello dei greci xenodochi) ritenuto il più antico ospedale universitario conosciuto, una biblioteca e un osservatorio astronomico. Il corpo insegnante era versato non solo sulle tradizioni zoroastriane e persiane, ma insegnava anche il greco e le lingue indiane. Secondo gli storici, l'Accademia fu il centro medico più importante del mondo antico (definito come il territorio comprendente l'Europa, il bacino del Mediterraneo e del Vicino oriente), nel corso del VI e VII secolo.

## Storia
Nel V secolo medici cristiani erano accreditati presso la corte sassanide. La professione cristiana nestoriana era tollerata dallo scià, che professava la religione zoroastriana. Al contrario, nell'Impero bizantino il nestorianesimo venne condannato nel Concilio ecumenico di Efeso del 431.
Nel 489 i docenti cristiani nestoriani furono espulsi dal territorio bizantino per ordine dell'imperatore Zenone. Essi si trasferirono a Vansibin, poi Nisibīn, all'epoca sotto il dominio sassanide. Nella locale scuola si insegnavano teologia cristiana, filosofia e medicina. Lo scià Kavad I (449-531) lasciò che a Vansibin rimanessero i docenti di teologia cristiana. Invece volle che le facoltà di filosofia e medicina venissero trasferite a Gundeshapur, dove fu fondata una nuova accademia. A quel tempo Gundeshapur era una delle più grandi e ricche città della Persia. L'artigianato e il commercio vi prosperavano, grazie al lavoro dei cristiani.
Se la fondazione dell'Accademia si deve a Kavad, fu sotto il regno dello scià Cosroe I, soprannominato Anushiravan, letteralmente «anima immortale», che Gondeshapur divenne rinomata per la medicina e l'erudizione scientifica. Cosroe I, grande estimatore della cultura ellenistica, diede rifugio a numerosi filosofi di lingua siriaca ed a cristiani nestoriani che fuggivano dalle persecuzioni religiose dell'impero bizantino. I Sasanidi avevano da lungo tempo combattuto romani e bizantini per il controllo della Mesopotamia e della Siria ed erano naturalmente disponibili a ospitare chi si opponesse ai bizantini. La Scuola di Gundēšābūr divenne per i tre secoli successivi un'istituzione modello cui fare riferimento.
Alla Scuola di Gundēšābūr si incontrarono le tradizioni mediche di scuola greca, quelle di teologia patristica in greco, le traduzioni in lingua siriaca e quelle in pahlavi di scuola iranica. In epoca sasanide avvenne in modo sistematico il travaso di conoscenze dal mondo greco a quello iranico, per intermediazione siriaca. Fino all'anno 480 i cristiani di Mesopotamia e Persia usarono esclusivamente il siriaco. Da quel momento in poi essi cominciarono a tradurre e comporre testi anche in pahlavi. Vennero così tradotte diverse opere di medicina, astronomia, filosofia, ed ingegneria. Per due anni (circa 530-532) insegnarono a Gundishapur anche gli ultimi filosofi neoplatonici (quindi pagani) dopo la chiusura dell'Accademia di Atene, ordinata nel 529 dall'imperatore Giustiniano. Venne utilizzato solo il siriaco nella traduzione dal greco delle opere di Galeno, di Ippocrate, la Logica di Aristotele, i trattati di astronomia, di matematica e di agricoltura. Il più prolifico degli autori siriaci fu Sergio di Reshaina (m. 536) che dedicò la sua opera più importante, un commentario alle Categorie aristoteliche, a Teodoro vescovo di Merv, un discepolo del patriarca nestoriano Mār Abā. L’opera di Paolo il Persiano, che dedicò un libro di logica a Cosroe I, suo mecenate, dimostra l’accoglienza favorevole a queste teorie negli ambienti culturali dell’epoca. Il vescovo monofisita Giorgio delle Nazioni fu il primo a disporre di una traduzione in siriaco dell'Organon di Aristotele e un altro vescovo, Severo Sebokht, traduttore degli Analitici, è noto per aver introdotto in Persia i numeri indiani, gli stessi che saranno poi chiamati numeri arabi.
Cosroe I rivolse il suo interesse anche ad Oriente. Affidò al celebre medico Bukhtîshû Mâsawayh (o suo figlio Yûhannâ Ibn Mâsawayh) una missione speciale: convincere gli studiosi indiani e cinesi a venire ad insegnare a Gondeshapur. Alcuni accettarono. I nuovi docenti tradussero dal sanscrito per l'Accademia testi indiani di astronomia, astrologia, matematica ed opere cinesi di erboristeria e medicina ad essa collegati, oltre che testi di argomento religioso.

## Gundishapur sotto la dominazione musulmana
La dinastia sasanide cadde sotto gli attacchi degli eserciti musulmani nel 638. L'Accademia sopravvisse al cambiamento di regime e rimase attiva per alcuni secoli come istituto islamico d'istruzione superiore. Yaḥyā al-Barmakī, il vizir barmecide mentore di Hārūn al-Rashīd, assicurò il suo patronato all'Accademia e all'ospedale, promuovendo anche gli studi astronomici, medici e filosofici, non solo in Persia ma anche in genere in tutti il califfato abbaside.
Nel 832, il califfo al-Maʾmūn decise di creare un'istituzione culturale nella capitale abbaside. A Baghdad fondò la famosa Baytu l-Hikma ("Casa della sapienza"). La nuova istituzione venne organizzata utilizzando come modello l'esperienza di Gundishapur: la Casa della sapienza fu fondata dai laureati della ex Accademia. Si stima che l'Accademia di Gundishapur sia stata sciolta da Al-Mutawakkil (822-861), il successore di Al-Mamun. In quel periodo, comunque, il centro intellettuale del califfato abbaside era già stato trasferito a Baghdad.
Per questi motivi, nella letteratura contemporanea si trovano pochi riferimenti all'accademia o all'ospedale di Gundishapur.

## La scuola medica dell'Accademia
Tutti i medici delle corti abbasidi provenivano dall'Accademia di Gundishapur. Erano edotti di medicina greca e indiana e conoscevano bene le opere mediche di Platone, Aristotele, Pitagora e Galeno, da essi tradotti mentre insegnavano a Gundishapur. Le principali questioni che venivano poste in essere erano quelle dell’unità di anima e corpo e della funzione dei diversi organi e delle forze che li muovevano. 

Tra i medici più celebri dell'ospedale di Gundishapur si ricordano:
- Burzoe, medico personale di Cosroe I. Tradusse il Pañcatantra, un'opera letteraria indiana, dal sanscrito al pahlavi sotto il titolo di Kalila wa Dimna (Calila e Dimna);
- Jurjīs Bakhtīshūʿ, cristiano nestoriano;
- Bakhtīshūʿ II, figlio del precedente;
- Jibrāʾīl II ibn Bakhtīshūʿ, figlio del precedente;
- Yuhanna ibn Masawayh, cristiano nestoriano (allievo del precedente);
- Ahmad Tayyeb Sarakhsi, morto nel 900;
- Shapur ibn Sahl, cristiano nestoriano. Scrisse uno dei primi libri di medicina sugli antidoti, intitolato l'Aqrabadhin;
- Nafi ibn al-Harith.[12]

Secondo Cyril Elgood, "In larga misura deve essere riconosciuto alla Persia il merito di aver creato il concetto di sistema ospedaliero".
Oltre alla formalizzazione delle cure mediche e della conoscenza, gli studiosi dell'Accademia trasformarono l'insegnamento della medicina: piuttosto che imparare da un singolo medico, gli studenti di medicina vennero chiamati a lavorare in ospedale sotto la sorveglianza di tutta la facoltà di medicina. Ci sono prove anche che i laureati dovevano sostenere degli esami per praticare la medicina a Gundishapur (come riportato in un testo in arabo, Tarikhu l-Ħikama).
George Ghevarghese Joseph conferma che Gundishapur ebbe un ruolo centrale anche nella storia della matematica.